# Pistosia marginata
Pistosia marginata es una especie de insecto coleóptero de la familia Chrysomelidae.
Fue descrita científicamente en 1896 por Gestro.